# Сергеј Квит
Сергеј Миронович Квит (Ужгород, 26. новембар 1965) је украјински књижевни критичар, новинар, просветни радник и друштвени активиста. Некадашњи је шампион Украјине у мачевању (1984). Квит је био ректор (председник) Националног универзитета Кијев-Могиљанска академија у периоду између 2007. и 2014. године. Обављао је функцију министра просвете и науке Украјине од 2014. до 2016. године, када су усвојени Закони о високом образовању (2014) и о науци и истраживању (2015). Квит је 2015. године потписао споразум којим је украјинским научницима и предузећима омогућено да у потпуности учествују у програму Хоризонт 2020 (H2020), водећем истраживачком програму покренутом од стране Европске уније.

## Детињство и образовање
Рођен је у Ужгороду, административном центру Закарпатске области. Квит је 1982. године завршио средњу школу бр. 17 у Лавову. У периоду између 1983. и 1985. служио је војну службу у 29. одвојеној спортској чети Прикарпатског војног округа Совјетске армије.
Након одслужења војне службе уписао се на припремно одељење Факултета новинарства Кијевског државног универзитета „Тарас Шевченко". Истовремено, током студентских година, почео је да ради као новинар. Године 1990. постао је један од оснивача Удружења за нову књижевност.
Од 1986. до 1991. године је студирао на Факултету новинарства, а дипломирао је 1991. године.
Докторирао је на Украјинском слободном универзитету у Минхену (2001), а такође има и докторат из филологије на Националном универзитету Тарас Шевченко (2002). Након тога је био Фулбрајтов стипендиста на Универзитету Охајо и Универзитету Станфорд (САД),  стипендиста Института Кенан у Међународном центру Вудро Вилсон у Вашингтону и стипендиста Немачке службе за академску размену на Универзитету у Келну.

## Активности у области медија
Након што је дипломирао на универзитету, исте године је почео да ради као уредник одељења у часопису „Реч и време" Института за књижевност Тараса Шевченка при Националној академији наука Украјине.1993. године постаје главни уредник часописа „Украјински проблеми“, а две године касније постао је члан Научног друштва Никола Михновски .
1999. године је руководио одељењем за штампу и издаваштво књига Државног комитета за информациону политику, телевизију и радио емитовање.
Истакнути је коментатор о питањима образовања и масовних медија. Од 2002. до 2007. године био је декан Факултета друштвених студија Националног универзитета Кијев-Могиљанска академија. Основао је Кијевско-Могиљанску школу новинарства 2001. године и постао председник Центра за реформу медија, основаног ради покретања отворене дебате и промоције транспарентнијих медија и владе. Од 2005. до 2011. године био је председник Конзорцијума универзитетске аутономије. Његово истраживање се фокусира на образовне и медијске реформе, масовне комуникације и филозофску херменеутику. Објавио је неколико књига и многе чланке. На универзитету је, поред наставе, дипломирао и на Кијевско-Могиљанској пословној школи, 2004. године је положио модул „Стратегија у условима турбуленције“, 2005. године „Савладавање управљања људским ресурсима“, а 2011. године „Адизесово решавање проблема“. Последњи положени програм "Школа за стратешке архитекте" је реалиозовао 2021. године.

## Рад у министарству
Након Револуције достојанства, Квит је 27. фебруара 2014. године именован за министра просвете и науке Украјине у првој Јацењуковој влади  и наставио је да обавља ту функцију и под другом Јацењуковом владом . Врховна рада Украјине је 1. јула 2014. године усвојила Закон о високом образовању,  а 31. јула је потписан од стране председника државе.
На парламентарним изборима у октобру 2014. године, Квит је изабран у Врховну раду украјинског парламента на изборној листи Блок Петра Порошенка (заузео је 11. место на овој листи). Врховна рада је окончала његова овлашћења као народног посланика када је поново именован у Кабинет министара Украјине 2. децембра 2014. године.
Врховна рада Украјине је 26. новембра 2015. године усвојила Закон „О научној и научно-техничкој делатности (О науци и истраживању) Реформа високог образовања током његовог мандата спроведена је кроз имплементацију концепта свеобухватне универзитетске аутономије. Дана 27. новембра 2015. године, добио је награду за најбоље украјинске реформаторе поводом 20. годишњице гала вечери часописа „Кијев Пост“. 
Није задржао своју позицију у Гројсмановој влади која је постављена 14. априла 2016. године. Почасни је члан Закарпатске академије уметности у Ужгороду (2017).

## Након министарске функције
Од 2019. до 2021. године је био шеф Националне агенције за обезбеђивање квалитета високог образовања  и професор на Кијевско-Могиљанској школи новинарства.
Поново је предводио Национални универзитет Кијевско-Могиљанске академије 2022. године.

## Политичке активности
Био је члан украјинске паравојне организације „Тризуб“ под називом „Свеукрајинска организација Степана Бандере“. Тризуб је постао основа за формирање десничарске коалиције Десни сектор, организације која је одиграла значајну улогу у украјинској револуцији 2014. године, а вођа Тризуба, Дмитро Јарош, постао је вођа Десног сектора. 

## Истраживачке активности
Његова научна интересовања се, пре свега, тичу филозофске херменеутике, масовних комуникација и универзитетског менаџмента. Аутор је научне монографије „Херменеутика стила“, коју је објавила Издавачка кућа „Кијевски-Могиљанска академија“ 2011. године. 